# Alex Lyon
Pour les articles homonymes, voir Alexander Lyon et Lyon.
Alexander Ward Lyon (15 octobre 1931 - 30 septembre 1993) est un homme politique travailliste britannique.

## Jeunesse
Lyon fait ses études au West Leeds High School et à l'University College de Londres. Il devient avocat, admis au Barreau d'Inner Temple en 1954. Il est membre du conseil du Barreau et de la Fabian Society. Il est également un prédicateur local méthodiste et secrétaire du Parti travailliste de la circonscription de Leeds North West.

## Carrière politique
Lyon est élu député d'York en 1966, après s'être présenté pour la première fois en 1964. Il est ministre d'État au ministère de l'Intérieur, de mars 1974 à avril 1976, mais, en tant que radical, est limogé par James Callaghan.
En 1971, Lyon présente le projet de loi sur l'Église réformée unie, qui devient l'acte qui créé l'Église réformée unie à partir d'une union d'Églises presbytériennes et congrégationalistes en Angleterre et au Pays de Galles.
Lors d'un débat le 4 août 1980, il est le premier député à utiliser l'expression « s'éloigner d'une position sédentaire », plus tard utilisée par de nombreux députés, et un slogan de l'ancien président de la Chambre des communes, John Bercow.
En 1981, il tente de modifier un projet de loi de finances pour permettre à ceux qui avaient une « objection de conscience au paiement des dépenses de défense » de payer la partie militaire de leurs impôts au ministère du Développement d'outre-mer de l'époque.
Il est battu aux élections générales de 1983 par le conservateur Conal Gregory.

## Vie privée
En 1981, Lyon épouse Clare Short, une fonctionnaire avec qui il a travaillé au ministère de l'Intérieur. Short elle-même devient plus tard députée travailliste et ministre du cabinet, gagnant Birmingham Ladywood pour la première fois le jour même où Lyon perd son siège.
En 1993, Clare Short est appelée hors de la conférence du parti travailliste pour dire que son mari est très malade et qu'il mourrait probablement. Il est mort à Milton Keynes en 1993 des suites de la maladie d'Alzheimer, à l'âge de 61 ans.
Il a deux fils, Marcus et Adrian, et une fille, Rebecca, d'un précédent mariage.